# Przełęcz Dujawa
Przełęcz Dujawa (także: Przełęcz Beskidek, słow. Priesmyk Dujava; 547 m n.p.m.) – szeroka, dość niska przełęcz w głównym grzbiecie wododziałowym Karpat, w zachodniej części Beskidu Niskiego. Grzbietem przez przełęcz biegnie granica państwowa polsko-słowacka.

## Położenie
Przełęcz znajduje się pomiędzy wydłużonymi w osi północny zachód – południowy wschód masywami Beskidka (685 m n.p.m.) na zachodzie a Beskidu (689 m n.p.m.) na wschodzie. W kierunku północnym stoki przełęczy opadają bardzo łagodnie ku dolinie źródłowych cieków Zdyni (zwanej tu Zdynianką) w Koniecznej, natomiast w kierunku południowym – ku dolinie rodzącej się w przygrzbietowej młace Ondawy we wsi Ondavka.
Poprzednią (patrząc z zachodu na wschód) przełęczą w głównym łańcuchu Karpat jest Przełęcz Regetowska, a kolejną – Przełęcz pod Zajęczym Wierchem.

## Ukształtowanie terenu
Ukształtowanie terenu wokół przełęczy jest specyficzne, gdyż w jej siodle odgałęzia się w kierunku południowo-południowo-wschodnim mało wydatny początkowo grzbiet, który kilka kilometrów dalej na południe kulminuje w rozłożystym Smilniańskim Wierchu, zaś dalej przekształca się w wododział Ondawy i Topli. W związku z tym zachodnia część południowych stoków przełęczy opada już ku dolince potoku będącego lewobrzeżnym dopływem Kamieńca (zwanego tu w górnym biegu Riečka), dopływu Topli. Najniższy punkt przełęczy leży między dorzeczami Zdyni i Ondawy, jednak z uwagi na podmokły teren nie był używany jako przejście przez grzbiet.

## Historia
Przez przełęcz już od czasów średniowiecza (być może już od XIV w.) biegł uczęszczany szlak handlowy, wiodący z Biecza przez Gorlice, Bielankę, Łosie, Uście i dalej doliną Zdyni na Dujawę, a z niej w dół doliną Riečki (Kamieńca) przez Becherov i Zborov do Bardejowa. W latach 1787–1788 Austriacy wybudowali nową drogę bitą z Gorlic przez Przełęcz Małastowską, Konieczną i Dujawę do Bardejowa. Droga ta, której śladem biegnie dzisiejsza szosa (po polskiej stronie – nr 977, po słowackiej – nr 545) przecina grzbiet wododziałowy ok. 600 m na zachód od najniższego punktu przełęczy, na wysokości 556 m n.p.m. Na przełęczy do 2007 roku działało drogowe przejście graniczne Konieczna-Becherov.
W roku 1906 powstał projekt budowy linii kolejowej z Gorlic do Bardejowa przez przełęcz Dujawę, jednak nigdy nie został zrealizowany.

## Ciekawostki
Prawdopodobnie w rejonie przełęczy w 1848 r., po wybuchu Wiosny Ludów, przekradali się przez granicę Zygmunt Miłkowski z towarzyszami w drodze do Legionów Polskich na Węgrzech.
Na Przełęczy Dujawa toczy się akcja sztuki Andrzeja Stasiuka pt. Czekając na Turka, wystawionej przez krakowski Teatr Stary w 2009 roku (reż. Mikołaj Grabowski).

## Szlaki turystyczne
- Przełęcz Dujawa – Radocyna – Nieznajowa – Wołowiec – Banica – Bartne
- Przełęcz Dujawa – Becherov
- słowacki szlak graniczny